# Lionel Brown
 (septembre 2023).
Lionel Brown, né le 17 septembre 1987 à Kingston en Jamaïque, est un footballeur international insulaire des Îles Vierges des États-Unis jouant au poste de gardien de but.

## Biographie

### En club
Né à Kingston, en Jamaïque, Brown fait ses débuts pour les Fort Lauderdale Strikers le 29 juin 2013, contre les San Antonio Scorpions. Titulaire, son équipe s'incline sur le score de 4-1.
Après avoir été le gardien de réserve du Miami FC depuis 2016, Brown fait sa première apparition avec le club le 15 avril 2018. Il entre en jeu à la 88e minute, remplaçant le défenseur Rhett Bernstein.
En 2020, il revient aux Îles Vierges des États-Unis en signant aux Helenites.

### En sélection
Il fait ses débuts en équipe nationale le 22 mars 2019, lors d'un match de qualification pour la Ligue des nations de la CONCACAF 2019-2020 contre Anguilla.

### En tant qu'entraîneur
Depuis 2019, il est entraîneur de football à la South Broward High School à Fort Lauderdale, en Floride.